# Szergej Jurjevics Rogyionov
Szergej Jurjevics Rogyionov (oroszul: Серге́й Юрьевич Родионов; Moszkva, 1962. szeptember 3. –) orosz labdarúgóedző, korábban szovjet válogatott labdarúgó.

## Pályafutása

### Klubcsapatban
Pályafutása nagy részét a Szpartak Moszkva csapatában töltötte. 1979 és 1990 között 279 mérkőzésen lépett pályára és 119 alkalommal volt eredményes. A szovjet bajnokságot három alkalommal nyerte meg. 1990 és 1993 között a francia Red Star csapatánál játszott, majd visszatért a Szpartak Moszkvához, mellyel orosz bajnok és kupagyőztes lett.

### A válogatottban
1980 és 1990 között 37 alkalommal szerepelt a szovjet válogatottban és 8 gólt szerzett. Részt vett az 1982-es és az 1986-os világbajnokságon.

## Sikerei, díjai
Szpartak Moszkva
- Szovjet bajnok (3): 1979, 1987, 1989
- Orosz bajnok (3): 1993, 1994
- Orosz kupa (1): 1993–94

Egyéni
- A Szovjet bajnokság gólkirálya (1): 1989 (16 gól)

## Külső hivatkozások
- Szergej Jurjevics Rogyionov – a FIFA adatbázisában
- Szergej Rogyionov adatlapja a National-Football-Teams.com oldalon (angolul)

- Szergej Rogyionov (orosz nyelven). rusteam.permian.ru. [2019. december 28-i dátummal az eredetiből archiválva]. (Hozzáférés: 2018. március 16.)

1. ↑  Футбол-84, 44